# 泰坦3號E運載火箭
泰坦三E運載火箭為美國的一次性使用運載系統，通常搭配使用半人马座-D上面級，於1974年至1977年間共發射7次，曾發射美國太空總署幾次著名的科學探測任務，如航海家計畫及海盗計畫兩行星探測計畫，及與美國太空總署與西德合作的太陽神號(Helios)。
泰坦三E運載火箭為三節式運載火箭，改良自泰坦三D運載火箭，較D型增加半人馬座-D上面級加強酬載能力，泰坦三E運載火箭為泰坦系列運載火箭最早採用半人馬座上面級的型號，其後的泰坦四號運載火箭也都採用該上面級。泰坦三E也可選擇性搭載Star-37E上面級，於兩次太陽神探測計畫任務曾使用。但Star-37E於兩次航海家計畫中則被視為酬載的一部份。
泰坦三E運載火箭的7次發射地點皆為卡納維爾角空軍基地的LC-41。

## 發射記錄
| 發射時間(GMT)           | 系列編號 | 系列編號 | 酬載衛星   | 結果 | 備註                     |
| 發射時間(GMT)           | 泰坦     | 半人馬座 | 酬載衛星   | 結果 | 備註                     |
| ----------------------- | -------- | -------- | ---------- | ---- | ------------------------ |
| 1974年2月11日 13:48:02  | 23E-1    | TC-1     | Sphinx     | 失敗 | 半人馬座液態氧渦輪泵故障 |
| 1974年12月10日 07:11:02 | 23E-2    | TC-2     | 太陽神號-1 | 成功 |                          |
| 1975年8月20日 21:22:00  | 23E-4    | TC-4     | 維京1號    | 成功 |                          |
| 1975年9月9日 18:39:00   | 23E-3    | TC-3     | 維京2號    | 成功 |                          |
| 1976年1月15日 05:34:00  | 23E-5    | TC-5     | 太陽神號-2 | 成功 |                          |
| 1977年8月20日 14:29:44  | 23E-7    | TC-7     | 旅行者2号  | 成功 |                          |
| 1977年9月5日 12:56:01   | 23E-6    | TC-6     | 旅行者1号  | 成功 |                          |

## 大眾文化中的泰坦3號E運載火箭
泰坦3號E運載火箭在手機遊戲《Fate/Grand Order》中以旅行者1号其中一種攻擊手段和專屬概念禮裝登場。